# Zidovudin
A zidovudin (ZDV), más néven azidotimidin (AZT)
retrovírusok – elsősorban a HIV – elleni gyógyszer. A nukleozid-analóg reverz transzkriptáz gátlók (NRTI) kategóriájába tartozik, a timidin analógja.
A Zidovudin 2007 óta szerepel az Egészségügyi Világszervezet által kiadott nélkülözhetetlen gyógyszerek listáján, mely az alapellátást biztosító egészségügyi egységek minimális gyógyszerkészletét tartalmazza.

## Története
Régóta ismert, hogy a madarakban előforduló rák többségét retrovírusok okozzák, mivel azonban nem volt ellenük hatékony szer, ez az információ nem jutott ki a klinikák falai közül. Az első retrovírus elleni szerek az 1950–60-as években jelentek meg, és megkezdődött a kutatás a madárvírusok emberi analógjainak elkülönítésére, majd megfelelő gyógyszerek kifejlesztésére ellenük. A cél az univerzális rák elleni gyógyszer megtalálása volt. Az erőfeszítések az 1970-es években tetőztek.
Az AZT-t 1964-ben állította elő Jerome Horwitz az USA Egészségügyi Intézetének megbízásából. Kiderült azonban, hogy a szer nem elég hatékony az egerek tumorja ellen. 1974-ben Wolfram Ostertag észrevette, hogy az AZT hat a Friend murine leukémia-vírus ellen (egerekben található retrovírus).
A rák elleni univerzális csodafegyver elképzelése végül elbukott.
Az 1950-es években még azt hitték, hogy a rákbetegségek többségét a környezetben található retrovírusok okozzák, mai becslések szerint azonban az emberi rák kb. 10–20%-áért felelősek. A kutatások ezzel együtt sokat segítettek a rák megismerésében és retrovírusok elleni szerek gyors kifejlesztésében. Utóbbiak később hasznosnak bizonyultak a HIV ellen.

## HIV-kezelés
1984-ben, nem sokkal annak megerősítése után, hogy az AIDS-et a HIV okozza, a Burroughs-Wellcome Company (BW; ma GlaxoSmithKline) megkezdte a kutatást a betegség kezelésére. A reverz transzkriptáz enzimre összpontosítottak, mely a retrovírusok szaporodását teszi lehetővé.
Ezzel egyidőben az USA Rákkutató Intézete (NCI) egy ettől független programot indított a HIV kezelésére. A két intézet együttműködése keretében a BW 11 vegyületet küldött a NIC-nek. Az egyikről, a „BW A509U”-ról 1985 elején a NIC kimutatta, hogy in vitro hatásos a HIV ellen. Néhány hónappal később a BW-vel együttműködve az NCI-nél megkezdték a klinikai vizsgálatok első fázisát, melyek eredménye arra utalt, hogy a szer biztonságosan adható HIV-fertőzötteknek, és jelentősen növeli a CD4-fehérjék számát. (A CD4-szám csökkenése a betegség előrehaladásának jelzője.)
A randomizált kontrollcsoportos klinikai vizsgálatot követően még 1985-ben a BW szabadalmat nyújtott be az AZT-re. 1987 elején az FDA jóváhagyta a szer HIV és AIDS elleni használatát. A szer hatékonyságának felfedezése és a jóváhagyás között mindössze 25 hónap telt el, ami egyedülállóan rövid a modern gyógyszerkutatásban.

## HIV-megelőzés
Az AZT – más szerekkel együtt alkalmazva – nagymértékben csökkenti a HIV-fertőzés veszélyét jelentős vírus-kitettség esetén (pl. ha valaki tudottan HIV-fertőzött személy injekciós tűjét használta).
Az óvintézkedések részeként az AZT ajánlott szer a magzat fertőzésének megelőzésére HIV-fertőzött anya esetén. Kezelés nélkül a magzatok kb. 25%-a fertőződik meg, míg AZT-s kezelés esetén a szám 8%-ra csökkenthető, ha az AZT-t terhesség alatt, szüléskor és a csecsemőnek adják 6 hétig a születés után. 1994–1999 között, amikor az anya-csecsemő fertőzés megelőzésének ez volt az elsődleges módja, az AZT kb. 1000 csecsemő HIV-fertőződését akadályozta meg. Azóta megfelelő szerek kombinációjával, császármetszéssel és a szoptatás elhagyásával ez az arány 1–2%-ra csökkent.

## Hatásmód
Az AZT a reverz transzkriptáz enzimet gátolja. Ez az enzim a retrovírusokban található, és arra szolgál, hogy a vírus az RNS-formában tárolt génjeit bejuttassa a gazdaszervezet DNS-ébe. Az így fertőzött sejt osztódásakor már a vírus génjeit tartalmazó DNS-t adja tovább.

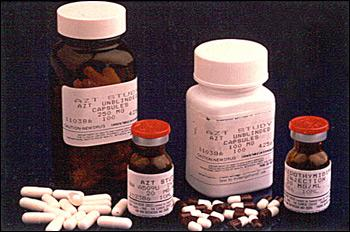
AZT kapszula és injekció formájában

A DNS négyféle nukleozidból álló hosszú lánc, melyek foszforsavon keresztül kapcsolódnak egymáshoz. A nukleozid-analóg gyógyszerek egyrészt gátolják az RNS→DNS átalakítást, másrészt olyan, nukleozidhoz hasonló molekulát csempésznek a vírus által létrehozandó DNS-be, melyek nem tudnak lánccá kapcsolódni.
A nukleozid két részből áll: nukleobázisból (az AZT esetén ez a timin: a 6 atomos, két nitrogénatomot tartalmazó gyűrű az ábrán), és dezoxiribózból (az 5 atomos, oxigént tartalmazó gyűrű a hidroxilcsoportos oldallánccal), amelynek a 3-as és 5-ös szénatomon levő hidroxilcsoportja alkot észtert egy-egy foszforsavmolekulával.
Az AZT esetén a dezoxiribóz 3-as szénatomjához azidocsoport (N3) kapcsolódik. Ez lipofillé (zsírokban jól oldódóvá) teszi a molekulát, mely így könnyebben diffundál át a sejtfalon. A sejbeli enzimek 5′-foszfáttá alakítják a molekulát, amellyel a már felépített DNS-lánchoz tud kapcsolódni. A 3-as szénatomon azonban nincs hidroxilcsoport, így nem tud észtert alkotni másik foszforsav-molekulával, ezért a lánc nem tud továbbépülni.
Az AZT a DNS-polimeráz enzimre is hat, így a normál sejtosztódást is gátolja (ebből következnek a mellékhatások), de a tapasztalatok szerint kb. 100-szor kevésbé, mint a vírus reverz transzkriptáz enzimjét.

## Mellékhatások
Az AZT-nek komoly mellékhatásai vannak: anaemia (vérszegénység: a vörös vértestszám csökkenése), csontvelőkárosodás okozta neutropenia és leukopénia (fehérvérsejtszám csökkenés), hepatotoxicitás (a gyógyszer által okozott májkárosodás), szívizom- és izombántalom. Ezek különböző okokra vezethetők vissza: a mitokondriális DNS számának csökkenése, a mitokondriumbeli γ-DNS-polimeráz érzékenysége, a timidin-trifoszfát csökkenése, oxidatív stressz, a sejtek közötti L-karnitin mennyiségének csökkenése, az izomsejtek programozott sejthalála.
Az izomsejtek károsodása visszafordítható a kezelés befejezésével. A vörös vértestek számának szaporodása eritropoetinnel segíthető elő. A máj glükuronizációja indometacinnal, acetilszalicilsavval (Aszpirin) és trimetoprimmel (Sumetrolim) gátolható. Ezek a szerek csökkentik a mellékhatásokat ill. az AZT toxicitását.
Kevésbé súlyos mellékhatások: hányinger, hányás, a testzsír eloszlásának megváltozása, alvászavarok, étvágytalanság.
Ritka, de súlyosabb mellékhatások: a kéz- és lábköröm elszíneződése, hangulatváltozás, a kéz és láb viszketése vagy zsibbadása. A komoly allergiás reakciók ritkák.

## Rezisztencia
Az AZT nem öli meg a vírust, csak lassítja a szaporodását, ezzel a betegség előrehaladását. Ismételt AZT-kezelés esetén a vírus képes a reverz transzkriptáz enzimjének a mutációjára, így egyre nagyobb rezisztencia alakul ki. Éppen ezért a ziduvodint más NRTI-gyógyszerekkel (vagy más típusú retrovírus elleni szerekkel) együtt alkalmazzák.

## Készítmények
- Apo-Zidovudine
- Azidothymidine
- Aztec
- Compound S
- Novo-Azt
- Retrovir
- Zidovudine EP III

Gyógyszerkombinációk:
- Combivir (Lamivudine + Zidovudine)
- Trizivir (Abacavir sulfate + Lamivudine + Zidovudine)

## Fordítás
- Ez a szócikk részben vagy egészben  a   Zidovudine című angol Wikipédia-szócikk fordításán alapul.  Az eredeti cikk szerkesztőit annak laptörténete sorolja fel. Ez a jelzés csupán a megfogalmazás eredetét és a szerzői jogokat jelzi, nem szolgál a cikkben szereplő információk forrásmegjelöléseként.